# Rui Rodrigues
Rui de Gouveia Pinto Rodrigues (Lourenço Marques, 1943. május 17. – 2024. február 23.) válogatott portugál labdarúgó, középhátvéd, edző.

## Pályafutása

### Klubcsapatban
1962 és 1971 között az Académica, 1971 és 1974 között a Benfica, 1974 és 1976 között a Vitória Guimarães labdarúgója volt. 1976 és 1979 között az Académica csapatában fejezte be az aktív játékot. A Benficával két portugál bajnoki címet és egy kupagyőzelmet ért el.

### A válogatottban
1967 és 1976 között 12 alkalommal szerepelt a portugál válogatottban és három gólt szerzett.

### Edzőként
1979–80-ban a Leça, 1980–81-ben a Beira-Mar, 1981–82-ben az União de Coimbra, 1982-ben a Beira-Mar, 1983-ban az Oliveira do Bairro, 1985-ben az 1º de Maio vezetőedzője volt. 1995 és 1997 között a Benfica ifjúsági csapatánál dolgozott edzőként. 2000-ben a Camacha szakmai munkáját irányította.

## Sikerei, díjai
Académica
- Portugál kupa (Taça de Portugal)
  - döntős (2): 1967, 1969

 Benfica
- Portugál bajnokság (Primeira Divisão)
  - bajnok (2): 1971–72, 1972–73
- Portugál kupa (Taça de Portugal)
  - győztes: 1972

 Vitória Guimarães
- Portugál kupa (Taça de Portugal)
  - döntős: 1976